# 裸の勇者
『裸の勇者』（はだかのゆうしゃ）は、Vaundyの1枚目のEP。2022年2月23日にソニー・ミュージックレーベルズ/スターダスト・レコーズよりリリースされた。

## 概要
初となるEP。表題曲はフジテレビ "ノイタミナ"『王様ランキング』第2クールオープニングテーマ。Vaundyがアニメの主題歌を歌うのは初となる。カップリング曲「おもかげ -self cover-」はNHKドラマ「事件は、その周りで起きている」エンディングテーマ。
2022年1月7日に先行配信が行われた。ジャケットイラストは吉田ユニ。

### 仕様
「通常盤」「初回生産限定盤」「期間生産限定盤」の3形態で発売。初回生産限定盤は「HERO」のミュージックビデオが収録されたDVD付き、期間生産限定盤は「裸の勇者」のTVサイズバージョンとノンクレジットオープニングムービーが収録されたDVD付き。

## チャート成績
2022年3月7日付のオリコン週間シングルランキングでは初動約5千枚を売り上げ、週間6位にランクインした。

### 認定と売上
|                                | 認定 (RIAJ) | 売上/再生回数      |
| ------------------------------ | ----------- | ------------------ |
| ダウンロード                   | 未公表      | -                  |
| ストリーミング                 | プラチナ    | 100,000,000 回再生 |
| *認定のみに基づく売上/再生回数 |             |                    |

## ミュージック・ビデオ
2022年1月28日に公開。監督は小林敦史、アニメ「王様ランキング」の本編映像が使われた。2022年11月現在1980万回以上再生されている。
カップリング曲「HERO」のミュージックビデオは同年2月21日に公開。監督は児玉裕一。俳優の村上虹郎、遊屋慎太郎が出演している。2022年11月現在420万回以上再生されている。

## 収録曲
（全曲作詞・作曲：Vaundy）

### CD
1. 裸の勇者
2. 二人話
3. HERO
4. おもかげ -self cover-
  - milet×Aimer×幾田りら名義として提供されたコラボ曲で、ソニーワイヤレスイヤホン「WF-1000XM4」CMソング「おもかげ (produced by Vaundy)」のセルフカバー。
5. 裸の勇者 -TV ver.-
  - 期間生産限定盤のみ収録。

### DVD

#### 初回生産限定盤
- HERO (MUSIC VIDEO)

#### 期間生産限定盤
- 「王様ランキング」第2クール ノンクレジットオープニングムービー

## カバー
- RAISE A SUILEN［レイヤ（Raychell）］ - ゲーム『バンドリ! ガールズバンドパーティ!』に収録（2023年10月20日追加[8]）。